# Cogullada modesta
La cogullada modesta (Galerida modesta) és una espècie d'ocell de la família dels alàudids (Alaudidae).

## Hàbitat i distribució
Habita àrids terrenys rocosos i sabanes del Senegal, Gàmbia, Guinea i Sierra Leone, sud de Mali, nord de Ghana, sud de Níger, nord i centre de Nigèria, Camerun, Txad i República Centreafricana fins al nord i nord-est de la República Democràtica del Congo, centre del Sudan, Sudan del Sud i nord-oest d'Uganda.